# Camera & Imaging Products Association
Pour les articles homonymes, voir CIPA.
La Camera & Imaging Products Association regroupe les principaux fabricants japonais d'appareils photos. Elle a créé la norme PictBridge.